# Alfred Le Petit

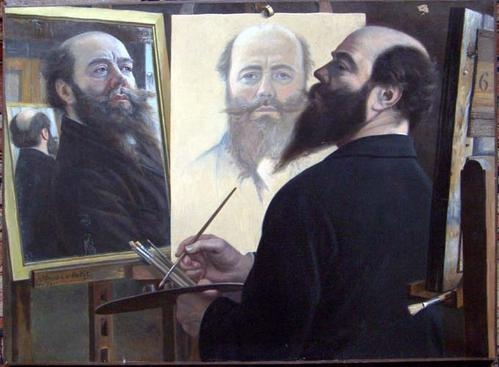
Alfred Le Petit, Selbstporträt, 1893

Alfred Le Petit (* 8. Juni 1841 in Aumale, Seine-Maritime, Frankreich; † 15. November 1909 in Levallois-Perret, Frankreich) war ein französischer Maler und Karikaturist.

## Leben
Nach seinem Studium der Malerei, Fotografie und Zeichenkunst betätigte sich Le Petit als Karikaturist. Zunächst arbeitete er mit André Gill für die Satirezeitschrift L’Éclipse. Seine Karikaturen für die von ihm gegründete Zeitschrift La Charge richteten sich vor allem gegen Napoleon III. Über einen langen Zeitraum gestaltete er die Titelseite der Zeitschrift Le Grelot.

## Literatur

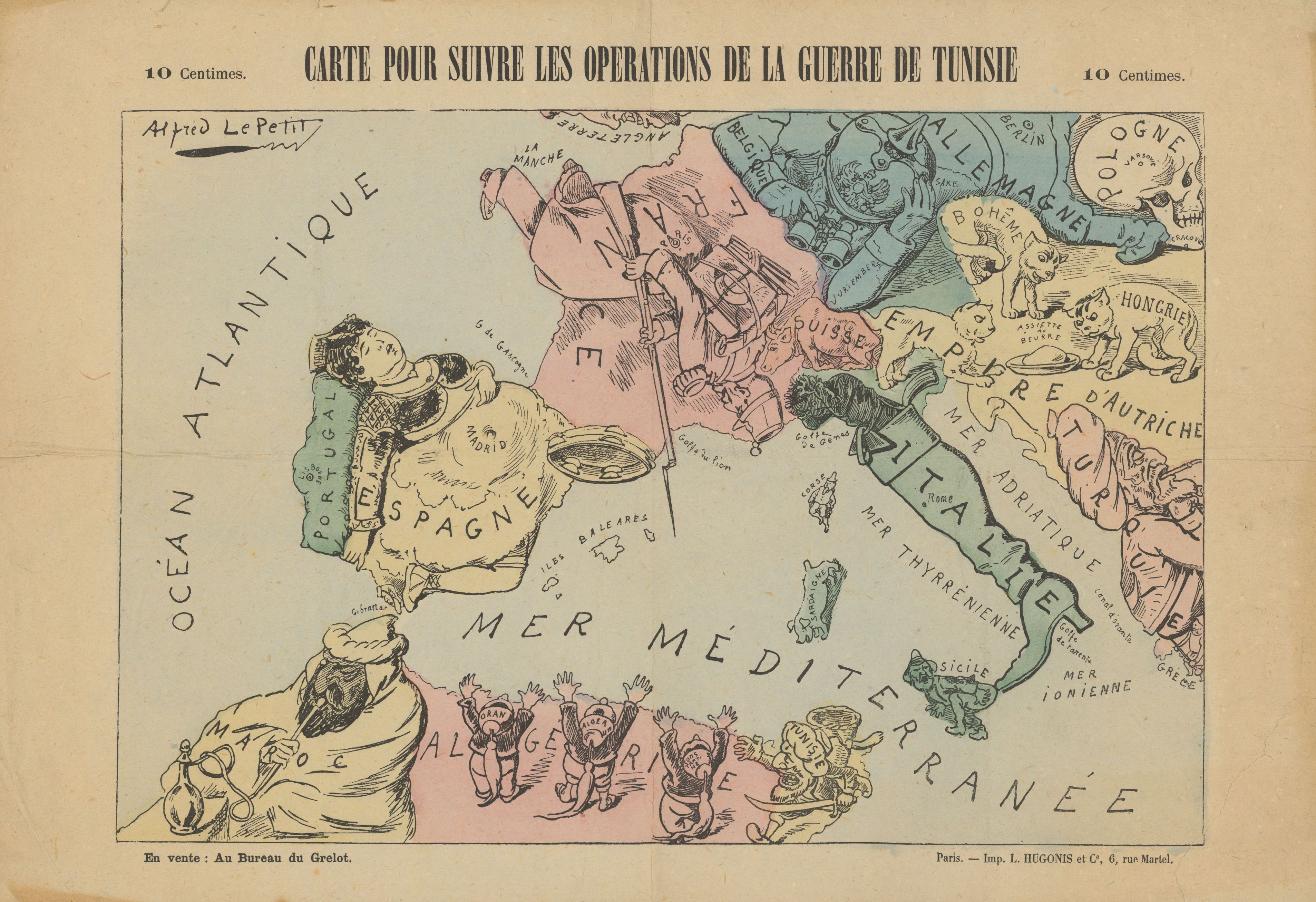
Karikaturistische Landkarte: Carte pour suivre les operations de la guerre de Tunisie von Alfred Le Petite